# أبو دلف العجلي
أبو دُلف العجلي قائد عباسي في زمن المأمون والمعتصم وهو شاعر وأديب. وكان أمير الكرخ، وسيد قومه، وأحد الأمراء الأجواد الشجعان الشعراء.
ولقد قلده الخليفة العباسي هارون الرشيد أعمال «الجبل» ثم كان من قادة جيش المأمون. وكان من العلماء بصناعة الغناء، ويقول الشعر ويلحنه، وتوفي في بغداد سنة 226 هـ.
ويوجد في محافظة صلاح الدين شمال مدينة سامراء جامع بأسمه يسمى جامع أبو دلف.
ومن نسله النسابة ابن ماكولا.

## نسبه
- أبو دلف القاسم بن عيسى بن إدريس بن معقل بن سيار بن شيخ بن سيار بن عبد العزى بن دلف بن جشم بن قيس بن سعد بن عجل بن لجيم بن صعب بن علي بن بكر بن وائل.[2]

بينما يذكره ابن خلكان في كتاب وفيات الأعيان بـ:
- أبو دلف القاسم بن عيسى بن إدريس بن معقل بن عمير بن شيخ بن معاوية بن خزاعي بن عبد العزى بن دلف بن جشم بن قيس بن سعد بن عجل بن لجيم بن صعب بن علي بن بكر بن وائل.[3]

## مدائح الشعراء فيه
مدحه عدد من الشعراء منهم أبو تمام الطائي وبكر بن النطاح الذي قال فيه:
مثال أبي دُلف أمَّة
وخلق أبي دُلف عسكر
وأن المنايا إلى الدارعين
بعيني أبي دلف تنظر
وأيضاً مدحه الشاعر علي بن جبلة بهذه القصيدة:
إِنَما الدُنيا أَبو دُلَفٍ
بَينَ مَغزاهُ وَمُحتَضَرِه
فَإِذا وَلّى أَبو دُلفٍ
وَلَّتِ الـدُنيا عَلى أَثَرِه
لَستُ أَدري ما أَقولُ لَهُ
غَيرَ أَن الأَرضَ في خَفَرِه
يا دَواءَ الأَرضِ إِن فَسَدَت
وَمُديلَ اليُسرِ مِن عُسُرِه
كُلُّ مَن في الأَرضِ مِن عَرَبٍ
بَينَ باديهِ إِلى حَضَرِه
مُستَعيرٌ مِنكَ مَكرُمَةً
يَكتَسيها يَومَ مُفتَخَره
صاغَكَ اللَهُ أَبا دُلَفٍ
صِبغَةً في الخَلقِ مِن خِيَرِه
أَيّ يَومَيكَ اِعتَزَيتَ لَهُ
اِستَضاءَ المَجدُ مِن قُتُرِه
لَو رَمَيتَ الدهرَ عَن عُرُض
ثَلَّمَت كَفّاكَ مِن حَجَرِه
رُبَّ ضافي الأَمنِ في وَزَرٍ
قَد أَبَتَّ الخَوفَ في وَزَرِه
وَاِبنِ خَوفٍ في حَشا خَمَرٍ
نُشتَه بِالأَمنِ مِن خَمَرِه
وَزَحوفٍ في صَواهِلِهِ
كَصِياحِ الحَشرِ في أَمَرِه
قَدتَهُ وَالمَوتُ مَـكتَمِنٌ
في مذاكيهِ ومُشتَجِرِه
فَرَمَت جيلوهُ مِـنهُ يَدٌ
طَوَتِ المَنشورَ مِن بَطَرِه
زُرتَهُ وَالخَيلُ عـابِسَةٌ
تَحمِلُ البُؤسى إِلى عَقُرِه
خارِجاتٌ تَحتَ رايَتها
كَخُروجِ الطَيرِ مِن وُكُرِه
فَأَبَحتَ الخَيلَ عَـقوَتَه
وَقَرَيتَ الطَيرَ مِن جزَرِه
وَعَلى النُعمانِ عُجتَ بِها
فَأَقَمتَ المَيلَ مِن صَعَرِه
غَـمَطَ النُعمانُ صَفوَتها
فَرَدَدتَ الصَفوَ في كَدَرِه
وَتَحَسّى كَأسَ مُـغتَبِقٍ
لا يُدالُ الصَحوَ مِن سُكُرِه
وَبِقُرقورٍ أَدَرت رَحا
وَقعَةٍ فَلَّت شَبا أَشَرِه
وَتَأَنَّـيتَ البَقاءَ لَهُ
فَأَبى المَحتومُ مِن قَدَرِه
وَطَفي حَتّى رَفَـعتَ لَهُ
خُطَّةً شَنعاءَ مِن ذَكَرِه
وقد استاء المأمون لمبالغة علي بن جبلة في مدح أبا دلف وتشبيهه ببعض صفات الخالق لكن أبا دلف قال للمأمون كي يخفف من استيائه أنا الذي قيل فيه:
أبا دلف ما كذب الناس كلهم
سواي فإني في مديحك أكذبُ
وقيل أن المأمون قتل علي بن جبلة لمبالغته في مدح أبا دلف لكن البعض ينفي قتل المأمون لعلي بن جبلة ويقول أن علي بن جبلة مات حتف أنفه.

## كرمه
عندما مدحه الشاعر بكر بن النطاح أعطاه عشرة آلاف درهم وكان بن النطاح قد اشترى بتلك الاموال قرية في نهر الإبلة، وكان هناك قرية مجاورة معروضة للبيع فأراد أن يشتريها فعاد إلى أبي دلف وأنشد:
بك ابتعت في نهر الأبلة قرية
عليها قصير بالرخام مشـيد
إلى جنبها أخت لها يعرضونها
وعندك مال للهبات عـتـيد
فأعطاه المال اللازم لشرائها، وكرم أبو دلف الكثير تسبب في أثقال الدين عليه لكن حتى عندما أثقله الدّين أتاه رجلاً يطلب منهُ مالاً وعندما علم أن أبا دلف قد أثقله الدين أنشد الرجل:
أيا رب المنائح والعطايا
ويا طلق المحيا واليدين
لقد خبرت أن عليك ديناً
فزد في رقم دينك واقضِ ديني
فأعطاه ما يريد.

## بعض من أشعاره وأقواله
- قال أبو دلف يمدح أمير خراسان طاهر بن الحسين :

أرى ودكم كالورد ليس بدائم
ولا خير فيمن لا يدوم له عهـد
وحبي لكم كالآس حسنا ونضرة
له زهرة تبقى إذا فني الورد
- عندما قُتل القائد محمد بن حميد الطوسي في معركة رثاه أبو تمام بقصيدته الشهيرة ومنها:

كذا فليجل الخطب وليفدح الامرُ
فليس لعين لم يفض مائها عذرُ
فتى مات بين الضرب والطعن ميتةً
تقوم مقام النصر ان فاتها النصرُ
قال أبا دلف كلمته الشهيرة «لم يمت من رثي بمثل هذا»

## مؤلفاته
1. كتاب السلاح
2. كتاب البزاة والصيد
3. كتاب سياسة الملوك
4. كتاب النزه

## وفاته
توفي في بغداد سنة 226 هـ/840م.

## وصلات خارجية
- بوابة الشعراء : ديوان أبو دلف العجلي